# Sewarhi
Sewarhi là một thị xã và là một nagar panchayat của quận Kushinagar thuộc bang Uttar Pradesh, Ấn Độ.

## Nhân khẩu
Theo điều tra dân số năm 2001 của Ấn Độ, Sewarhi có dân số 19.763 người. Phái nam chiếm 53% tổng số dân và phái nữ chiếm 47%. Sewarhi có tỷ lệ 63% biết đọc biết viết, cao hơn tỷ lệ trung bình toàn quốc là 59,5%: tỷ lệ cho phái nam là 71%, và tỷ lệ cho phái nữ là 53%. Tại Sewarhi, 16% dân số nhỏ hơn 6 tuổi.